# Yo (pel·lícula)
Yo és una pel·lícula espanyola de thriller del 2007 dirigida per Rafa Cortés que mostra la història de personatges aïllats a Mallorca i reflexiona sobre el valor concedit a la identitat. Comptava amb un pressupost de mig milió d'euros. Va obtenir el premi a la pel·lícula revelació en la Setmana de la Crítica del Festival de Canes. Ha estat doblada al català. Fou nominada al millor director i al millor actor als VI Premis Barcelona de Cinema.

## Sinopsi
A un poble a Mallorca hi arriba un nou treballador alemany. Aquest, sense que ningú li digui res, se sent acusat d'una cosa que no ha fet, i tracta de demostrar la seva innocència que, tanmateix, ningú no qüestiona. Els seus intents per resoldre aquesta situació li portaran a confrontar-se amb el veritable problema: ell mateix.

## Repartiment
- Àlex Brendemühl...	Hans
- Margalida Grimalt-Reynés...	Catalina
- Rafel Ramis...	Miquelet
- Aina de Cos 	...	Nina
- Heinz Hoenig ...	Tanca
- Maria Lanau...	Sílvia

## Premis
52a edició dels Premis Sant Jordi de Cinematografia
| Categoria                            | Persona         | Resultat  |
| ------------------------------------ | --------------- | --------- |
| Millor actor en pel·lícula espanyola | Àlex Brendemühl | Guanyador |

Festival Internacional de Cinema de RotterdamPremi Fipresci.
Festival de MàlagaMenció especial.
Festival de Cinema d'Espanya de Tolosa de LlenguadocPremi al millor actor (Àlex Brendemühl)